# Kandalakcha
Kandalaksha (en ruso: Кандала́кша) es una ciudad de Rusia europea septentrional, capital del raión homónimo en la óblast de Múrmansk, situada en un extremo del golfo de Kandalaksha del mar Blanco y en donde comienza la península de Kola. La ciudad se ubica en la desembocadura del río Niva. 
En 2019, la ciudad tenía una población de 30 575 habitantes. Su territorio, con una población total de 32 573 habitantes en 2019, incluye como pedanías las localidades rurales de Nivski y Béloye More, el pueblo de Luvenga y los poblados ferroviarios de Pinozero y Prolivy, además de varios despoblados.

## Clima
| Parámetros climáticos promedio de Kandalaksha (1991-2020) | Parámetros climáticos promedio de Kandalaksha (1991-2020) | Parámetros climáticos promedio de Kandalaksha (1991-2020) | Parámetros climáticos promedio de Kandalaksha (1991-2020) | Parámetros climáticos promedio de Kandalaksha (1991-2020) | Parámetros climáticos promedio de Kandalaksha (1991-2020) | Parámetros climáticos promedio de Kandalaksha (1991-2020) | Parámetros climáticos promedio de Kandalaksha (1991-2020) | Parámetros climáticos promedio de Kandalaksha (1991-2020) | Parámetros climáticos promedio de Kandalaksha (1991-2020) | Parámetros climáticos promedio de Kandalaksha (1991-2020) | Parámetros climáticos promedio de Kandalaksha (1991-2020) | Parámetros climáticos promedio de Kandalaksha (1991-2020) | Parámetros climáticos promedio de Kandalaksha (1991-2020) |
| Mes                                                       | Ene.                                                      | Feb.                                                      | Mar.                                                      | Abr.                                                      | May.                                                      | Jun.                                                      | Jul.                                                      | Ago.                                                      | Sep.                                                      | Oct.                                                      | Nov.                                                      | Dic.                                                      | Anual                                                     |
| --------------------------------------------------------- | --------------------------------------------------------- | --------------------------------------------------------- | --------------------------------------------------------- | --------------------------------------------------------- | --------------------------------------------------------- | --------------------------------------------------------- | --------------------------------------------------------- | --------------------------------------------------------- | --------------------------------------------------------- | --------------------------------------------------------- | --------------------------------------------------------- | --------------------------------------------------------- | --------------------------------------------------------- |
| Temp. máx. abs. (°C)                                      | 7.5                                                       | 8.0                                                       | 12.2                                                      | 18.9                                                      | 27.2                                                      | 31.4                                                      | 31.6                                                      | 32.0                                                      | 22.1                                                      | 14.7                                                      | 11.4                                                      | 8.0                                                       | 32.0                                                      |
| Temp. máx. media (°C)                                     | -7.7                                                      | -6.9                                                      | -1.6                                                      | 3.8                                                       | 9.8                                                       | 16.2                                                      | 19.5                                                      | 16.9                                                      | 11.4                                                      | 4.0                                                       | -1.9                                                      | -5.0                                                      | 4.9                                                       |
| Temp. media (°C)                                          | -11.4                                                     | -10.9                                                     | -6.2                                                      | -0.5                                                      | 5.3                                                       | 11.5                                                      | 14.9                                                      | 12.6                                                      | 7.6                                                       | 1.4                                                       | -4.4                                                      | -8.2                                                      | 1                                                         |
| Temp. mín. media (°C)                                     | -15.8                                                     | -15.4                                                     | -11.1                                                     | -5.1                                                      | 1.1                                                       | 7.0                                                       | 10.5                                                      | 8.4                                                       | 3.8                                                       | -1.4                                                      | -7.5                                                      | -12.0                                                     | -3.1                                                      |
| Temp. mín. abs. (°C)                                      | -43.5                                                     | -41.6                                                     | -34.6                                                     | -27.9                                                     | -15.0                                                     | -4.5                                                      | 1.8                                                       | -3.6                                                      | -9.7                                                      | -21.8                                                     | -30.4                                                     | -39.5                                                     | -43.5                                                     |
| Precipitación total (mm)                                  | 41                                                        | 34                                                        | 30                                                        | 28                                                        | 45                                                        | 56                                                        | 75                                                        | 63                                                        | 56                                                        | 53                                                        | 46                                                        | 44                                                        | 571                                                       |
| Nevadas (cm)                                              | 42                                                        | 56                                                        | 63                                                        | 41                                                        | 2                                                         | 0                                                         | 0                                                         | 0                                                         | 0                                                         | 1                                                         | 10                                                        | 24                                                        | 239                                                       |
| Días de lluvias (≥ 1 mm)                                  | 1                                                         | 2                                                         | 3                                                         | 9                                                         | 18                                                        | 18                                                        | 18                                                        | 18                                                        | 19                                                        | 15                                                        | 6                                                         | 3                                                         | 130                                                       |
| Días de nevadas (≥ 1 mm)                                  | 24                                                        | 23                                                        | 22                                                        | 15                                                        | 9                                                         | 1                                                         | 0                                                         | 0                                                         | 1                                                         | 11                                                        | 21                                                        | 24                                                        | 151                                                       |
| Humedad relativa (%)                                      | 86                                                        | 84                                                        | 81                                                        | 75                                                        | 72                                                        | 69                                                        | 74                                                        | 79                                                        | 84                                                        | 86                                                        | 89                                                        | 87                                                        | 80.5                                                      |
| Fuente: Погода и климат                                   |                                                           |                                                           |                                                           |                                                           |                                                           |                                                           |                                                           |                                                           |                                                           |                                                           |                                                           |                                                           |                                                           |